# Greg Wells
Greg Wells es un músico y productor nominado al Grammy y un mezclador con sede en Los Ángeles. Wells ha producido, mezclado y escrito éxitos con Twenty Øne Piløts,Katy Perry, OneRepublic, Mika, Pink, Colbie Caillat, Jamie Cullum, Deftones, Otep, The Veronicas, Jessie Baylin, Rufus Wainwright, Kyosuke Himuro y Gerard Way de My Chemical Romance, Creeper Lagoon, Natasha Bedingfield, Team Sleep, Jars of Clay, Anna Waronker, Hilary Duff, Hanson, Belinda, y la Count Basie Orchestra.
Wells fue productor del hit n.º 1 de Katy Perry "Waking Up In Vegas", produciendo cuatro canciones y co-escribiendo dos en el álbum One of the Boys como "Ur So Gay". Wells escribió el éxito de Kelly Clarkson "I Do Not Hook Up" con Katy Perry y Kara DioGuardi, que llegó al número 8 en el top 40 de Estados Unidos. También escribió y produjo una de las canciones en la versión de lujo del último disco de Pink, Funhouse.
Wells también fue productor del "Apologize" remix de Timbaland y de la versión original de OneRepublic convirtiéndola en una de la venta de más éxito y trazar letras de las canciones de la década. Con ventas de más de 4,3 millones de descargas digitales sólo en los EE.UU., "Apologize" es ahora el segundo más alto descargadas legalmente canción en la historia de Estados Unidos. en descarga digital. "Apologize" ha vendido más de diez millones de sencillos en todo el mundo, y se quedó en el #1 durante ocho semanas consecutivas en los Billboard Pop 100. Jeff Leeds de The New York Times escribió un artículo sobre esta canción el 1 de diciembre de 2007, con una entrevista con Wells.
Álbum debut de Mika Life in Cartoon Motion, producido y mezclado y en gran medida desempeñado por Wells, fue uno de los discos más vendido en el mundo en el 2007 y 2008 en 6 millones de unidades a nivel mundial. El sencillo "Grace Kelly" se mantuvo en el #1 en el Reino Unido durante siete semanas consecutivas y se convirtió en un hit #1 en todo el mundo, permaneciendo en el lugar #1 en la Unión Europea Chart Top 100 durante seis semanas consecutivas. En febrero de 2008, Wells recibió una nominación al Premio Grammy por Mejor Grabación Dance por su producción y mezcla de trabajo en la actualidad de "Mika Love". Wells productor y mezclador del nuevo disco de Mika titulado The Boy Who Knew Too Much, fue lanzado el 21 de septiembre de 2009.

## Discografía seleccionada
- The Boy Who Knew Too Much por Mika
- nuevo álbum por Rachel Goodrich - se publicará en 2010
- nuevo álbum por J Davey - que se publicará en 2010
- Strut  ( Escritores : Adam Lambert , Kara DioGuardi , Greg Wells . Productor : Greg Wells ) por Adam Lambert
- Pick U Up ( Escritores : Rivers Cuomo , Greg Wells , Adam Lambert . Productor : Greg Wells ) por Adam Lambert
- The Pursuit por Jamie Cullum - se publicará 9 de noviembre de 2009
- Paris por Paris Hilton
- Life in Cartoon Motion por Mika
- 'One of the Boys' por Katy Perry
- Apologize por Timbaland con OneRepublic
- Funhouse por Pink
- 'Dreaming Out Loud' por OneRepublic
- Poses por Rufus Wainwright
- Team Sleep por Team Sleep
- Deftones por Deftones
- I'm Better por Annika Rose
- House of Secrets por Otep
- Hook Me Up por The Veronicas
- Much Afraid por Jars of Clay
- Underneath por Hanson
- We Are the Pipettes por The Pipettes
- Pearl por Katy Perry
- Not like the movies(canción de Katy Perry)